# メンフィス・モンロー
メンフィス・モンロー（Memphis Monro、1985年3月23日 - ）は、アメリカ合衆国出身のポルノ女優。
その名は60セカンズの主人公の名とマリリン・モンローに由来し、ジェイミー・リン(Jamie Lynn)との異称を有する。

## 来歴

### 黎明
ルイジアナ州のニューオーリンズに生を享け、15歳の時にケンタッキー州のルイビルへと引っ越し、それからそこで育った。16歳の頃からウェイトレスとして働き始めた地元のフーターズにあっては、店舗用のカレンダーのモデルを務め、そこでパンストを強調するなどしていた。

### ポルノ女優へ
ポルノ業界に足を踏み入れたのは20歳頃―2005年のことで、このデビューの年だけで25本の作品群に出演。更にはポルノ雑誌ハスラーの表紙を飾り、同年の内にこの雑誌との専属契約を得るにも至った。
2008年には『チアリーダーズ』でエイドリアナ・リンやストーヤを始めとする人気新人ポルノ女優らと共演。その翌年にはこの作品がAVNアワードの一部門の最高賞を獲得。
そのデビューからちょうど5年目にあたる2010年までに出演してきたポルノ映画の本数は70本に達した。